# Sri Lanka Podujana Peramuna
Sri Lanka Podujana Peramuna (SLPP; singhalesisch ශ්‍රී ලංකා පොදුජන පෙරමුණ Śrī Laṃkā Podujana Peramuna; Tamil இலங்கை பொதுஜன முன்னணி Ilaṅkai Potujaṉa Muṉṉaṇi; deutsch ‚Sri-Lanka-Volksfront‘) ist eine 2016 gegründete politische Partei in Sri Lanka. Politisch tonangebende Person und seit 2019 auch ihr Vorsitzender ist Ex-Staatspräsident Mahinda Rajapaksa.

## Parteigeschichte
Bei der Präsidentschaftswahl 2015 in Sri Lanka war die Sri Lanka Freedom Party (SLFP) innerlich gespalten. Ein Teil unterstützte den Parteivorsitzenden und amtierenden Präsidenten Mahinda Rajapaksa, während ein anderer Teil hinter seinem Herausforderer, den SLFP-Dissidenten Maithripala Sirisena stand. Nach dem relativ überraschenden Wahlsieg Sirisenas gewannen dessen Anhänger in der SLFP die Oberhand und Sirisena wurde wieder in die SLFP aufgenommen, aus der er nach der Ankündigung seiner Kandidatur ausgeschlossen worden war. Kraft seines Präsidentenamtes wurde er auch SLFP-Parteivorsitzender. Jedoch behielten die Rajapaksa-Anhänger weiterhin eine starke Stellung in der SLFP. Auch nach seiner Abwahl aus dem Präsidentenamt behielt der ehrgeizige Rajapaksa weiterhin erheblichen Einfluss in der politischen Landschaft Sri Lankas.
Die anhaltenden Differenzen zum politischen Kurs des neuen Präsidenten Sirisena führten dazu, dass viele Rajapaksa-Anhänger die SLFP verließen und in der am 2. November 2016 neu entstandenen Partei ‚Sri Lanka Podujana Peramuna‘ (SLPP, „Sri-Lanka-Volksfront“) eine neue politische Heimat fanden. Strenggenommen handelte es bei der SLPP um keine Neugründung, sondern die Partei war durch Umbenennung aus einer schon existierenden Kleinst-Partei Ape Sri Lanka Nidahas Peramuna (ASLNP, „Unsere Sri-Lanka-Freiheitsfront“) entstanden. Diese war 2015 wiederum aus der im Jahr 2000 gegründeten Sri Lanka Jathika Peramuna (SLJP, „Nationale Front Sri-Lankas“), ebenfalls einer kleinen Splitterpartei, hervorgegangen. Sowohl SLJP als auch ASLNP waren politisch vor 2016 weitestgehend bedeutungslos und ohne Einfluss gewesen. Erster Vorsitzender der SLPP wurde G. L. Peiris, ein ehemaliger Minister in der Regierung Rajapaksas. Auch wenn Mahinda Rajapaksa selbst zunächst kein offizielles Amt in der SLPP übernahm, wurde er von politischen Beobachtern als der eigentliche Parteiführer angesehen und der Vorsitzende Peiris nur als sein Platzhalter oder Stellvertreter.
Einen großen Erfolg erzielte die neue Partei bei den Regional- und Kommunalwahlen in Sri Lanka im Februar 2018, wo sie landesweit fast 45 % der Stimmen gewann und damit zur stärksten Kraft aufstieg.
Am 11. August 2019 hielt die SLPP ihre erste landesweite Parteikonferenz im Sugathadasa-Indoor-Stadion in Colombo ab. Dabei übernahm Mahinda Rajapaksa auch offiziell die Parteiführung der SLPP von G. L. Peiris. Am gleichen Tag wurde sein jüngerer Bruder, Ex-Verteidigungsminister Gotabaya Rajapaksa, zum offiziellen SLPP-Präsidentschaftskandidaten bei der anstehenden Präsidentschaftswahl proklamiert. Gotabaya Rajapaksa gewann die Wahl mit 52,25 % der Stimmen. Bei der Parlamentswahl am 5. August 2020 konnte die SLPP einen erneuten großen Erfolg verbuchen und erhielt 59,1 % der Stimmen und 64,4 % der Parlamentsmandate.
Vor dem Hintergrund der sich im Jahr 2022 zuspitzenden Wirtschaftskrise in Sri Lanka, für die in der Öffentlichkeit wesentlich die Politik des Rajapaksa-Familienclans verantwortlich gemacht wurde, spaltete sich im April 2022 eine Gruppe von zehn SLPP-Abgeordneten als Unabhängige von der SLPP-Fraktion im Parlament ab. Zahlreiche weitere Abgeordnete folgten. In der Folgezeit geriet die Partei in eine schwere Krise und die Rajapaksas zogen es vor, für eine Weile von der politischen Bühne zu verschwinden. Nachdem sich die politische Lage wieder einigermaßen beruhigt hatte, wurde Mahinda Rajapaksa am 18. Dezember 2023 erneut zum SLPP-Vorsitzenden gewählt.